# Cinquanta furiosos

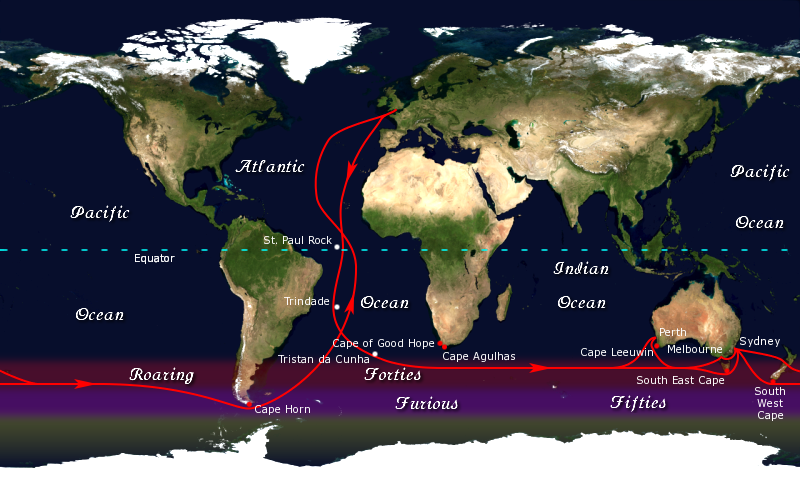
Mapa que representa la zona dels Quaranta rugents (color grana) i els Cinquanta furiosos (color lila).

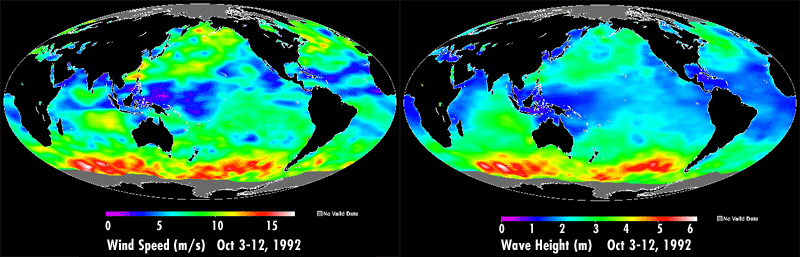
Velocitat del vent i Alçada mitjana de les ones durant els dies 3-12 d'octubre de 1992. Escala de colors a la imatge.

Els cinquanta furiosos (en anglès:Furious Fifties) és el nom que es dona als vents que es troben en les latituds entre 50°S i 60°S—just al nord de l'oceà dels sud al costat de l'Antàrtida. Estan estretament relacionats amb el patró de temps meteorològic que es troben en la regió.
Aquests vents apareixen en una zona on la terminologia per a l'oceà del sud és complicada. L'Organització Marítima Internacional (International Maritime Organization) designa els 60°S com el límit nord d'aquest oceà, mentre Austràlia el designa com començant al litoral sud del continent australià.